# 桃野なごみ
桃野 なごみ（ももの なごみ、1986年8月23日 - ）は、日本の元AV女優。ピースプロモーションに所属していた。

## プロフィール
- 身長：154cm。
- スリーサイズ：B86（Eカップ）・W60・H88。
- 血液型：A型。
- 趣味、特技:読書、マッサージ。

## 略歴
2009年2月に『FIRST IMPRESSION 40 桃野なごみ』でAVデビュー。
2009年9月にMOODYZに電撃移籍を発表。
2010年3月13日発売の『真性中出し 桃野なごみ（MOODYZ）』で、引退を発表。

## 作品

### アダルトビデオ
2009年
- FIRST IMPRESSION 40 桃野なごみ（2月1日、アイデアポケット）
- オトコがバカになるカラダ 桃野なごみ（3月1日、アイデアポケット）
- エロ美女ナース 桃野なごみ（4月1日、アイデアポケット）
- 汗ばむ深イイSEX 桃野なごみ（5月1日、アイデアポケット）
- HyperIdeaPocket究極の尻フェチマニアックス 桃野なごみ（6月1日、アイデアポケット）
- 美しいお姉さんの濃厚な接吻とSEX 桃野なごみ（7月1日、アイデアポケット）
- 女性上位時代 騎乗位48人360分スペシャル!（7月1日、アイデアポケット）
- ナースメガ盛り30人!480分スペシャル!（7月1日、アイデアポケット）
- 本番ですよっ!（7月1日、アイデアポケット）
- IDEAPOCKET上半期傑作集（8月1日、アイデアポケット）
- 日めくりオナニーカレンダー（8月1日、アイデアポケット）
- しみけんの新人ぶった斬りFUCK 6本番（8月1日、アイデアポケット）
- 憧れの女教師（9月13日、MOODYZ）
- ごくり…!生唾必至の極エロボディセレクション（10月1日、アイデアポケット）
- 貪りあい汗だくSEX（10月13日、MOODYZ）
- 桃のかんづめ（11月1日、アイデアポケット）
- ふたたび!極エロ美女達のフェラ100本抜き!（11月1日、アイデアポケット）
- イキまくり痙攣FUCK（11月13日、MOODYZ）
- 尻魂!（12月1日、アイデアポケット）
- 桃野なごみが自宅に押しかけ童貞狩り。（12月13日、MOODYZ）

2010年
- First impression Firstsex つまり20本番で8時間!!（1月1日、アイデアポケット）
- 初ぶっかけ 桃野なごみ（1月13日、MOODYZ）
- 美しいお姉さんの濃厚過ぎる接吻と接吻と接吻とSEX（2月1日、アイデアポケット）
- 優しい彼女が癒してあげる 桃野なごみ（2月13日、MOODYZ）
- 真性中出し 桃野なごみ（3月13日、MOODYZ）